# Pabo Post Prydain
Pabo Post Prydain (fl. vers 500) est roi qui règne sur une partie du Hen Ogledd entre le Ve siècle et le VIe siècle.

## Roi des Hommes du Nord
Pabo surnommé Pabo Post Prydain est un roi brittonique de la région centrale d'Hen Ogledd ; présenté par l'Harleian Genealogy comme un fils de Ceneu mab Coel († 470) et qui de ce fait vivait au début du VIe siècle. Une autre généalogie en fait le fils de Arthwys mab Mar ap Ceneu mab Coel .Toutefois la première présentation semble chrologiquement plus satisfaisante bien qu'elle pose problème car Pabo est généralement présenté comme le père de trois enfants:  
- Dunod Fawr (le Puissant) († 595) roi de la région des Pennines. Selon les Annales Cambriae il serait mort 125 ans après son grand-père putatif ;
- Sawyl Penuchel ;
- Arddun Penasgell.

Il serait également le grand-père de trois saints gallois : Deiniol, Asaph de Llan-Elwy et Tysilio.
Dans la littérature médiévale galloise il est nommé « Post Prydain », c'est-à-dire « Pilier de la Bretagne », une épithète aussi donnée à Urien Rheged qui implique qu'il était un puisant monarque.

## Tradition galloise
D'après la tradition galloise Pabo aurait été inhumé à Llanbabo en Anglesey et il donne son nom à l'église locale. 
Toutefois le premier écrit qui se réfère à cette tradition se révèlent être un travail du XVIIIe siècle de l'antiquaire Henry Rowlands, mais Pabo Post Prydain est également lié à Llanbabo par un monument du XIVe siècle découvert selon Lewis Morris, dans le cimetière pendant le règne du roi Charles II d'Angleterre.
La dalle est sculptée en bas-relief avec la figure d'un roi et une inscription, qui peut être lu en partie et a été interprétée comme : « Hic iacet Pa[bo] Post Priid Co[nf Gr] … [t]el [i]ma[ginem obtulit] » c'est-à-dire « Ci-git Pabo le Pilier de la Bretagne, Confesseur, Gruffudd ab Ithel a fait [cette] image) ».
Cependant il aucune information dans les sources primaires indiquant que Pabo, roi du nord de la Bretagne, soit devenu un homme d'église ni qi'il soit mort à Anglesey, et il semble qu'il s'agit de quelqu'autre Pabo qui soit commémoré dans cette église.

## Sources
- (en) Nerys Ann Jones  « Pabo [called Pabo Post Prydain] (supp. fl. c.500) », Oxford Dictionary of National Biography, Oxford University Press, 2004
- (en) Mike Ashley British Kings & Queens, Robinson, Londres 1998,  (ISBN 1841190969) « Pabo or Pappo central Yorshire fl. early 500s. » p. 99-100.
- (en) Peter Bartrum, A Welsh classical dictionary: people in history and legend up to about A.D. 1000, Aberystwyth, National Library of Wales, 1993, p. 596 PABO POST PRYDYN. (450).